# 조선미녀삼총사
《조선미녀삼총사》는 2014년에 개봉한 대한민국의 영화이다.

## 캐스팅
- 하지원 : 진옥 역
- 강예원 : 홍단 역
- 가인 : 가비 역
- 고창석 : 무영 역
- 주상욱 : 사현 역
- 최성민 : 김자헌 역
- 박동빈 : 애꾸 1 역
- 하용진 : 애꾸 2 역
- 윤희원 : 포도대장 역
- 황택하 : 업동 역
- 한영수 : 칠복 역
- 이유준 : 간난 역
- 강민호 : 맹가 역
- 이장훈 : 모석두 역
- 박일목 : 공구 역
- 서광재 : 공칠 역
- 한국진 : 맹가 동료 역
- 이희석 : 홍단 남편 역
- 전일범 : 중년사내 역
- 최미령 : 격투장 미소녀 역
- 김동곤 : 사회자 역
- 박재한 : 청무사 역
- 제동화 : 청무사 역
- 정우현 : 관군대장 역
- 김종선 : 검문소 경비원 역
- 김용수 : 벽란도 경비원 역
- 서명석 : 벽란도 경비원 역
- 하형원 : 포졸 역
- 김효중 : 포졸 역
- 진지희 : 어린 진옥 역
- 채상우 : 어린 사현 역
- 강민아 : 어린 홍단 역
- 신이준 : 어린 가비 역
- 강제이 : 편지 소녀 역
- 황인무 : 사현 수하들 역
- 최시찬 : 사현 수하들 역
- 하수호 : 사현 수하들 역
- 강신하 : 사현 수하들 역
- 김태용 : 사현 수하들 역
- 정수남 : 사현 수하들 역
- 손재영 : 애꾸 수하들 역
- 민상우 : 애꾸 수하들 역
- 연준원 : 애꾸 수하들 역
- 이태일 : 애꾸 수하들 역
- 이지석 : 애꾸 수하들 역
- 정호빈 : 조유식 역 (우정출연)
- 공정환 : 임금 역 (우정출연)
- 송새벽 : 송포졸 역 (특별출연)
- 왕희지 : 파흘내 역 (특별출연)
- 장희수 : 홍단 시어머니 역 (특별출연)